# Schmiedbachbrunnen
Koordinaten: 48° 5′ 5,2″ N, 9° 2′ 24,2″ O
Der Schmiedbachbrunnen ist eine Karstquelle bei Beuron im Oberen Donautal in Baden-Württemberg.

## Beschreibung

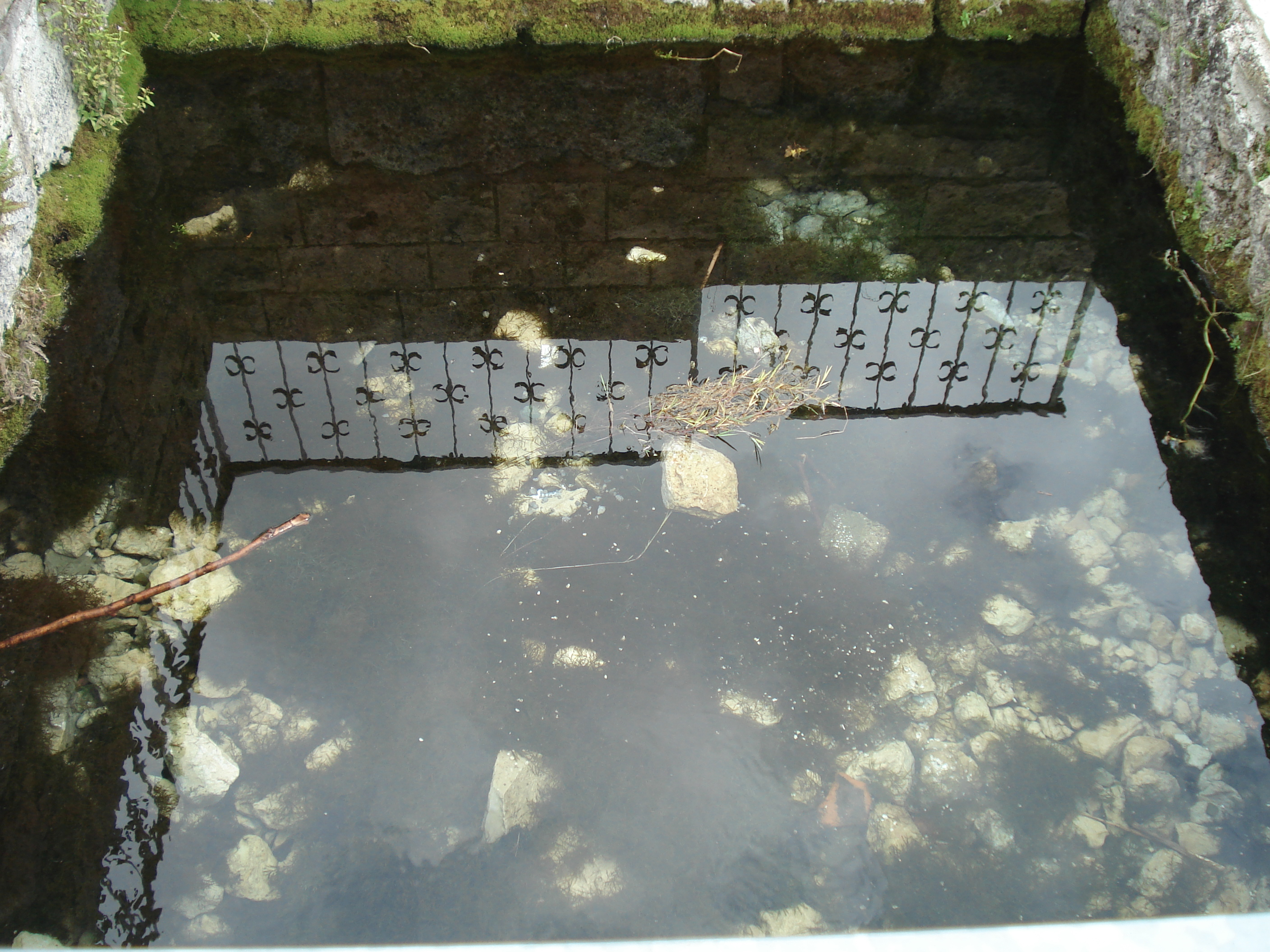
Quellaustritt

Der Schmiedbachbrunnen liegt im Donautal im Beuroner Ortsteil Hausen im Tal am neu gestalteten Dorfplatz in der Nähe des Campingplatzes. Die Quelle schüttet durchschnittlich 120 l/s und ist in einem gemauerten Becken gefasst. Ihr Einzugsgebiet reicht weit über Schwenningen hinaus, das in einer Entfernung von über drei Kilometern nordwestlich auf der Albhochfläche liegt, und umfasst 12,43 km². Das Quellwasser entspringt den Kalksteinen des Oberjura. Unmittelbar neben dem Quellbecken steht ein Gedenkstein zu Ehren des Heimatdichters Anton Schlude. Der abfließende Schmiedbach mündet nach 90 Metern in die Donau.